# Data Brno
Datový portál města Brna (zkráceně také data.Brno) je otevřená platforma sloužící ke sdílení dat o městě Brně. Jedná se o data samotného města a městských organizací, ale obsahuje i data od dalších poskytovatelů. Portál byl spuštěn v roce 2018, jeho provozovatelem je Magistrát města Brna. 
V roce 2019 se datový portál města Brna dostal mezi 7 nejlepších datových portálů ve studii Urban Data Platforms & Data Management 2019, kde bylo hodnoceno přes 100 evropských městských portálů (předstihly jej pouze Londýn, Bordeaux, Hamburk, Milán, Lyon a Nottingham).

## Účel a obsah
Portál je určený široké veřejnosti, tedy jak občanům, podnikatelům, studentům, výzkumníkům a odborníkům, tak i novinářům a vývojářům. Web je přístupný i v anglické jazykové mutaci.
Kromě samotných datových sad jsou součástí portálu i aplikace, analýzy a články týkající se Brna. Uvádí také Zprávy o stavu města. Dlouhodobě sledovaná data jsou rozdělena do kategorií Ekonomika a trh práce, Zdraví a životní prostředí, Doprava, Lidé a bydlení, Vzdělání, Technická infrastruktura, Bezpečnost, Město a Brněnská metropolitní oblast. 
Dále jsou na portálu umístěny odkazy na zajímavé a užitečné aplikace a interaktivní mapy města, například mapa přístupnosti přinášející ucelené informace o přístupnosti významných budov v Brně pro osoby s omezenou schopností pohybu, aplikace zaznamenávající aktuální situaci na dopravních trasách ve městě a mnoho dalších. 
Data týkající se Brna je možné přímo využívat pro potřebu dalších externích aplikací nebo specializovaných portálů i bez nutnosti jejich stažení, stačí se připojit na příslušnou datovou sadu (např. na seznam kulturních akcí v Brně). Počet dostupných datových sad dosáhl v říjnu 2021 čísla 100 (z toho 41 se týká oblasti životního prostředí, 23 oblasti obyvatelstva, 14 dopravy, 9 technické infrastruktury, 4 bezpečnosti, 4 ekonomiky a trhu práce, 3 kultury a historie a 2 sady se týkají územního plánu).